# 佐倉下
佐倉下（さくらしも）は、福島県福島市の大字である。郵便番号は960-2154。

## 地理
福島市南西部の西地域に属し、地区内北東側に位置する。北で桜本と、北から東にかけ仁井田と、南東で吉倉と、南で成川、上鳥渡と、西で上名倉と、北西で庄野の南東角とそれぞれ隣接する。概ね町村制施行以前の下村の流れを汲む地域である。荒川右岸側に広がる平地であり、水田や果樹園が広がる中に街道筋に沿って集落が点在する。また地区西部には佐倉工業団地、佐倉西工業団地が造成され、北側の庄野に位置する福島西工業団地と合わせ市内有数の工業地区となっている。上町に所在する福島警察署及び上鳥渡に所在する福島南消防署信夫分署がそれぞれ管轄にあたる。

### 河川
- 荒川

### 主な字
- 赤田
- 安広
- 石塚
- 一本杉
- 一本杉前
- 井戸関
- 馬洗
- 縁浪谷地
- 大割
- 海道下
- 笠ノ内
- 笠ノ内北
- 加藤
- 加藤西
- 加藤東
- 加藤前
- 加藤南
- 金沢
- 金沢前
- 上谷地
- 観音堂
- 北橋
- 北平喰
- 行人段
- 久保
- 熊手
- 光寿院前
- 小割
- 権ノ守
- 権ノ守北
- 権ノ守東
- 権ノ守前
- 笊内
- 笊内東
- 島
- 島前
- 清水谷地
- 宿
- 宿東
- 舘
- 棚子
- 台
- 台ノ上
- 附ノ川
- 納豆
- 西
- 二本堰
- 二本堰前
- 中谷地
- 中田
- 橋本北
- 浜田
- 浜田西
- 番上
- 平喰
- 前
- 前島
- 南浜田
- 宮ノ内
- 紫内
- 紫内南
- 馬喰俵
- 本金沢
- 谷地
- 林泉

## 歴史
- 1889年（明治22年）4月1日 - 町村制の施行により信夫郡佐倉村が発足。旧下村域は佐倉村の大字となる。
- 1956年（昭和31年） 9月30日 - 佐倉村が福島市へ編入され、佐倉下として福島市の大字となる。

## 世帯数と人口
2022年（令和4年）3月31日現在の世帯数と人口は以下の通りである。
| 大字   | 世帯数  | 人口  |
| ------ | ------- | ----- |
| 佐倉下 | 406世帯 | 925人 |

## 小・中学校の学区
市立小・中学校に通う場合、学区は以下の通りとなる。
| 番地 | 小学校             | 中学校             |
| ---- | ------------------ | ------------------ |
| 全域 | 福島市立佐倉小学校 | 福島市立西信中学校 |

## 交通

### 鉄道
域内に鉄道施設は存在しない。

### 道路
- 東北自動車道
  - 福島荒川橋（荒川）
- 国道115号
- 福島県道126号福島微温湯線
- 福島市道17号鳥川大笹生線
  - さくら橋（荒川）
- 福島市道70605号南町佐倉下線（旧国道115号）
- 福島市道70672号佐倉下荒井線（旧国道115号）

### バス
福島交通路線バス
- （福島駅方面） -下村 - 権の守 - 第二日東入口 - （土湯温泉方面）
  - 土湯温泉
  - 荒井
  - 南東北病院経由土湯温泉

## 施設
- 福島県ハイテクプラザ福島技術支援センター
- 福島市西部勤労者研修センター
- 旧佐久間邸
- 佐倉工業団地
  - 日東紡績福島第二工場
  - 福島キヤノン
- 佐倉西工業団地
  - 東開工業
  - 協三工業
- 東北電力西福島変電所
- 奥玉神社